# Vendoire
Vendoire (Vendeira em occitano) é uma comuna francesa na região administrativa da Nova Aquitânia, no departamento Dordonha. Estende-se por uma área de 11,56 km². Em 2010 a comuna tinha 132 habitantes (densidade: 11,4 hab./km²).